# Arón Piper
Arón Julio Manuel Piper Barbero (Berlín, 29 de marzo de 1997) es un actor y cantante hispano-alemán. Se dio a conocer al protagonizar la película de Gracia Querejeta 15 años y un día (2013), pero saltó a la fama por su papel de Ander en la serie original de Netflix, Élite (2018).

## Biografía
Nació en Berlín, Alemania el 29 de marzo de 1997. Su padre es alemán y su madre es española. Con cinco años se mudó con sus padres a Barcelona, España y, tras unos años en Cataluña, se trasladó a la costa de Asturias y residió en Avilés y Barcia (Valdés).  

### Trayectoria actoral
Tras tener un papel secundario en Maktub (2011), en 2013 dio vida a Jon en la película 15 años y un día de Gracia Querejeta, con la que ya había trabajado en Fracaso escolar (2012). La cinta fue seleccionada para representar a España en los Premios Óscar y Arón fue candidato al Premio Goya a la mejor canción original por el tema principal de la misma.
Desde 2018 hasta 2021 formó parte del reparto de la serie Élite (Netflix), la cual se mantuvo durante varias semanas en el n.º 1 de la lista de binge-watching del portal IMDb. Se mantuvo en la serie como Ander Muñoz hasta su cuarta temporada en el reparto principal. Gracias al boom de la serie, obtuvo reconocimiento internacional y desembocó en el lanzamiento de su carrera.
Después del éxito de Élite, su siguiente papel importante llegó de la mano de la misma plataforma, para protagonizar la serie El desorden que dejas (2020) dirigida por Carlos Montero, casting Martins basada en la novela homónima, junto a Inma Cuesta y Bárbara Lennie, donde interpretó a Iago Nogueira. En 2021 participó en la película Érase una vez en Euskadi.
En 2022 estrenó la película Código emperador, junto a Luis Tosar, con Emma Lustres a cargo de Vaca Fimls y Martis como co dedirectora de casting en el papel de Fernando. En 2023 protagonizó dos largometrajes: Fatum, donde interpreta a Alejo, un joven que entra armado en una casa de apuestas para realizar un atraco; en la que Emma, Vaca fimls, Carmela y Sayen, entre otras dan forma a  una película chilena dirigida por Alexander Witt y que tuvo su estreno en Amazon Prime Video. Ese mismo año también fue el protagonista principal de la serie original de Netflix El silencio con el personaje de Sergio Ciscar, un chico que tras el asesinato de sus padres dejó de hablar hasta su salida de la cárcel.

### Trayectoria musical
En 2020, el actor incursionó en el mundo de la música de manera profesional, estrenando su primer tema «Sigo», un tema urbano de trap que incluye la participación del rapero Moonkey y es producido por Mygal. Ese mismo año registró una colaboración musical con la española Soleá Morente y el argentino Maximiliano Calvo en la canción «Prendiendo fuego». En 2021 lanza su primer EP «Nieve».

## Filmografía

### Cine
| Año  | Título                          | Personaje             | Director                      | Notas                                       |
| ---- | ------------------------------- | --------------------- | ----------------------------- | ------------------------------------------- |
| 2011 | Maktub                          | Iñaki                 | Paco Arango                   |                                             |
| 2012 | Fracaso escolar                 | Niño                  | Gracia Querejeta              | Cortometraje                                |
| 2012 | Only When I Have Nothing to Eat | Andy                  | Aureli Vallez                 | Cortometraje                                |
| 2013 | 15 años y un día                | Jon                   | Gracia Querejeta              | Nominado al Goya por mejor canción original |
| 2016 | La corona partida               | Fernando de Habsburgo | Jordi Frades                  |                                             |
| 2018 | Un minuto                       | Chico                 | David Andrade y Roberto Drago | Cortometraje                                |
| 2019 | Los Rodríguez y el más allá     | Jacobo                | Paco Arango                   |                                             |
| 2021 | Érase una vez en Euskadi        | Maserati              | Manu Gómez                    |                                             |
| 2022 | Código emperador                | Fernando              | Jorge Coira                   |                                             |
| 2023 | Fatum                           | Alejo                 | Juan Galiñanes                |                                             |
| 2023 | Sayen                           | Antonio Torres        | Alexander Witt                |                                             |
| 2024 | El correo                       | Iván Márquez          | Daniel Calparsoro             |                                             |
| 2025 | La tregua                       | Capitán Reyes         |                               |                                             |
| 2025 | Trampantojo                     | Diego                 |                               | Cortometraje                                |

### Televisión
| Año       | Título                                    | Personaje             | Notas                                                   |
| --------- | ----------------------------------------- | --------------------- | ------------------------------------------------------- |
| 2016      | Centro médico                             | Rubén Santos          | 1 episodio                                              |
| 2017      | Centro médico                             | Adrián Muriana García | 1 episodio                                              |
| 2018–2021 | Élite                                     | Ander Muñoz           | Elenco principal, serie de TV Netflix (32 episodios)    |
| 2019      | Derecho a soñar                           | Luis Rojas            | Personaje secundario; 28 episodios                      |
| 2020      | El desorden que dejas                     | Iago Nogueira         | Elenco principal, miniserie de TV Netflix (8 episodios) |
| 2021      | Élite historias breves: Omar Ander Alexis | Ander Muñoz           | Protagonista, miniserie de TV Netflix (3 episodios)     |
| 2023      | El silencio                               | Sergio Ciscar Polo    | Protagonista, miniserie de TV Netflix (6 episodios)     |

## Discografía

### Álbumes
- Nieve (2021)
- En tus sueños (Vol. 1) (2023)

### Sencillos
- «15 años y un día» BSO original de la película 15 años y un día (2013)
- «Sigo» con Moonkey (2020)
- «Prendiendo fuego» con Soleá Morente y Maximiliano Calvo (2020)
- «Nieve» (2021)
- «Plastilina» con Jesse Baez (2021)
- «Cu4tro» con Pablo Chill-E y Polimá Westcoast (2021)

## Premios y distinciones

### Premios Goya
| Año  | Categoría              | Producción       | Resultado |
| ---- | ---------------------- | ---------------- | --------- |
| 2014 | Mejor canción original | 15 años y un día | Nominado  |

### Premios Fotogramas de Plata
| Año  | Categoría                 | Producción | Resultado |
| ---- | ------------------------- | ---------- | --------- |
| 2021 | Mejor actor de televisión | Élite      | Nominado  |